# 凡德伍帝症候群
凡德伍帝症候群（英語：Van der Woude syndrome, VWS）是一種先天性遺傳疾病，也是導致唇裂及腭裂（統稱口面裂）最常見的綜合徵類型。 口面裂是全球最常見的顱顏出生缺陷之一，其中約 30% 屬於綜合徵性，即伴隨有其他異常。 此病由 IRF6 或 GRHL3 基因的突變引起，遵循體染色體顯性遺傳模式。 VWS 最具代表性的特徵是下唇靠近中線位置出現一個或兩個凹陷或小窩（英語：lower lip pits），並常合併有唇裂、腭裂或唇腭裂。

## 歷史
下唇凹陷最早由德馬奎（英語：Demarquay）於 1845 年描述。到了 1954 年，安妮·凡德伍帝（英語：Anne Van der Woude）首次詳細闡述了下唇凹陷與先天性唇腭裂之間的關聯，並確認了其遺傳特性，確立了這個新的臨床綜合徵，故以其姓氏命名。

## 流行病學
凡德伍帝症候群是導致唇腭裂最常見的單基因綜合徵，約佔所有口面裂個案的 2%。 全球盛行率估計介於每 35,000 至 100,000 名活產嬰兒中有 1 例。 此綜合徵在不同族裔人群中均有報導，沒有明顯的性別差異。

## 臨床表現與症狀
凡德伍帝症候群的表現程度差異很大，即使在同一家族內也可能不同（稱為表現度變異）。主要臨床特徵包括下唇凹陷、口面裂和牙齒異常。

### 下唇凹陷(小窩)
這是 VWS 最具特徵性的表現，約 80% 的患者會出現。 這些凹陷通常是對稱的，位於下唇紅緣與皮膚交界處附近、靠近中線的兩側。它們是先天性的，深度可達 1.5 厘米，並可能與下方的唾液腺相通，有時會有唾液或黏液從凹陷處分泌出來，使其看起來濕潤。 少數情況下，凹陷可能只出現在一側，或者呈現為小丘狀突起而非凹陷。

### 口面裂
約 70% 的 VWS 患者會出現某種類型的口面裂。 口面裂的表現形式多樣，可以從輕微的懸雍垂裂（Bifid uvula）或黏膜下腭裂（Submucous cleft palate），到較明顯的單獨性腭裂（Cleft palate, CP）、單側或雙側唇裂（Cleft lip, CL），以至最完全的單側或雙側唇腭裂（Cleft lip and palate, CLP）都可能出現。 值得注意的是，約有 10-20% 的 VWS 患者同時擁有下唇凹陷和口面裂。部分患者可能只有其中一項特徵，甚至有極少數帶有致病基因突變的人完全沒有任何臨床表現（稱為不完全外顯）。

### 牙齒異常
先天缺牙（英語：Hypodontia）在 VWS 患者中相當常見，其發生率顯著高於一般人群。 最常缺失的牙齒是第二前臼齒或側門齒。

### 其他相關問題
與其他患有唇腭裂的個體相似，有口面裂的 VWS 患者可能會有較高風險出現語言發展遲緩、學習障礙或其他輕微的認知問題。然而，研究顯示 VWS 患者的平均智商與一般人群相比並沒有顯著差異。

## 遺傳學

### 遺傳模式
凡德伍帝症候群遵循體染色體顯性遺傳模式。這表示個體只需要從父母任何一方遺傳到一個突變的基因拷貝，就足以引發此綜合徵。大多數情況下，患者的父母其中一方也患有此病。然而，由於外顯率並非 100%，少數攜帶突變基因的人可能不會表現出任何症狀。 此外，部分個案是由於新的（英語：de novo）基因突變引起，即父母雙方皆正常，突變發生在配子形成或受精卵早期發育階段。此綜合徵具有高度外顯率（英語：high penetrance，即攜帶突變者大多會發病）但表現度差異很大（英語：variable expressivity）。

### 致病基因
目前已知有兩個基因的突變可導致凡德伍帝症候群：

#### IRF6 基因
干擾素調節因子 6（英語：Interferon regulatory factor 6, IRF6）基因是 VWS 的主要致病基因，約 70% 的 VWS 個案是由 IRF6 基因的功能喪失性突變（英語：loss-of-function mutations）引起（此類型稱為 VWS1, MIM #119300）。 IRF6 基因位於1號染色體的長臂上 (1q32.2)。
IRF6 基因負責製造一種轉錄因子蛋白，此蛋白在胚胎早期發育，特別是頭面部組織（包括唇、腭）的形成和成熟過程中扮演關鍵角色。 它也參與皮膚和生殖器官的發育。 IRF6 的突變類型多樣，包括錯義突變、無義突變、移碼突變、剪接位點突變及大片段缺失等，主要集中在第 3、4、7、9 外顯子。 這些突變導致 IRF6 蛋白功能不足（單倍劑量不足），影響正常的口面部發育過程，從而引發 VWS 的臨床表現。

#### GRHL3 基因
顆粒頭樣轉錄因子 3（英語：Grainyhead-like transcription factor 3, GRHL3）基因的突變約佔 VWS 個案的 5%（此類型稱為 VWS2, MIM #606713）。 GRHL3 基因位於 1 號染色體的短臂上 (1p36.11)。
GRHL3 基因對於表皮屏障層的發育和修復至關重要，特別是在胚胎發育過程中一種稱為「周皮」（英語：periderm）的暫時性上皮層的形成。 研究顯示，GRHL3 的功能與 IRF6 有關聯，它們可能在口面部發育中處於獨立但平行的信號通路中。 與 IRF6 不同，導致 VWS 的 GRHL3 突變通常是功能獲得性或顯性負向效應（英語：dominant-negative effect）突變。
約有 25% 的 VWS 患者未能檢測到 IRF6 或 GRHL3 的突變，提示可能存在其他未知的致病基因或致病機制。

## 病理生理學
凡德伍帝症候群的發生機制與胚胎發育過程中口面部結構的正常形成受阻有關。在胚胎第 4 至 12 週，唇和腭透過一系列複雜的組織融合過程形成。IRF6 和 GRHL3 基因在這個過程中扮演重要角色。
IRF6 對於上皮細胞的分化和黏附至關重要。當唇部或腭部兩側的組織需要融合時，覆蓋其上的上皮細胞需要經歷轉變或凋亡，以便下方的間充質細胞能夠結合。IRF6 功能不足會干擾這個過程，導致上皮細胞無法正常移除，阻礙組織融合，從而形成唇裂或腭裂。
GRHL3 主要影響周皮的發育。周皮是覆蓋在發育中上皮最外層的細胞。雖然其確切功能仍在研究中，但它被認為在保護發育中的組織和調控上皮分化中起作用。GRHL3 突變可能透過干擾周皮的正常發育或功能，間接影響唇腭的融合。
下唇凹陷的形成機制尚不完全清楚，但推測與胚胎時期下唇部唾液腺發育異常或局部上皮內陷有關。

## 診斷
凡德伍帝症候群的診斷主要基於臨床表現。當個體出現下唇凹陷，不論是否合併唇裂或腭裂，都應高度懷疑 VWS。反之，若個體有唇腭裂，同時家族中有成員（尤其是一等親）患有唇腭裂或下唇凹陷，也應考慮 VWS 的可能性。 由於 VWS 的表現度差異很大，詳細詢問家族史並仔細檢查患者及其親屬是否有相關特徵（如下唇凹陷、懸雍垂裂、先天缺牙等）對於診斷非常重要。
基因檢測可以確認診斷，特別是在臨床表現不典型、需要進行遺傳諮詢或產前診斷時。檢測通常首先針對 IRF6 基因進行測序或缺失/重複分析，若結果為陰性，再檢測 GRHL3 基因。

## 治療與管理
凡德伍帝症候群的治療主要是針對其臨床表現，由於涉及多個系統，因此需要一個多學科醫療團隊的合作來提供全面的照護。這個團隊通常包括整形外科醫生或口腔頜面外科醫生，負責執行唇裂和腭裂的修補手術，這些手術一般在嬰兒期分階段進行。同時，牙齒矯正科醫生和牙醫的角色也相當重要，他們負責處理可能出現的牙齒排列不齊、咬合不正及先天缺牙等問題，患者往往需要接受長期的齒顎矯正治療和常規牙科護理。若患者因腭裂而出現語音或語言問題，語言治療師會進行評估和治療。此外，遺傳諮詢師可以向家庭提供關於疾病的遺傳模式、未來懷孕的復發風險以及基因檢測選擇等重要資訊。根據患者的具體情況，團隊中還可能包括耳鼻喉科醫生（處理與腭裂相關的中耳問題）、聽力師、心理學家等其他專家。
對於下唇凹陷，若無症狀且不影響外觀，通常不需要特別處理。但如果凹陷引起反覆感染、唾液過度分泌導致不適，或者患者因美觀原因希望改善，可以考慮進行外科手術將凹陷及相連的唾液腺組織切除。

## 預後
凡德伍帝症候群患者的整體壽命通常與一般人無異。預後主要取決於口面裂的嚴重程度，以及是否能夠獲得及時和適當的多學科治療。經過完善的治療計劃，大多數患者可以達到良好的進食、說話功能和令人滿意的外觀。然而，唇腭裂的治療過程往往是漫長且複雜的，可能需要經歷多次手術，並配合長期的牙科、齒顎矯正和語言治療。下唇凹陷本身通常是良性的，切除後一般不會復發。長期的併發症主要與唇腭裂相關，例如持續的語音問題、中耳炎導致的聽力問題、以及牙齒和咬合問題等。